# Mogiła nieznanego żołnierza (film)
Mogiła nieznanego żołnierza – film fabularny nakręcony w 1927 roku przez Ryszarda Ordyńskiego według powieści Andrzeja Struga o tym samym tytule.
Do naszych czasów zachowało się 80 minut.

## Treść
Kapitan Łazowski wyrusza na wojnę. W domu pozostaje jego kochająca żona i córka. W Rosji trafia do niewoli i od tej pory nie daje znaku życia. Po pewnym czasie w jego rodzinnym domu zostaje uznany za zmarłego, a jego żona postanawia powtórnie wyjść za mąż. Nadziei na powrót ojca nie traci tylko jego córka.

## Ciekawostki
Film kręcono m.in. w Białymstoku (dziedziniec przed Pałacem Branickich, ogrody Pałacu Branickich, nieistniejący obecnie Sobór Zmartwychwstania Pańskiego, widoczne duże fragmenty dawnych zabudowań miasta, stawy Nowika przy ulicy Mickiewicza, fabryka Chaima Nowika zniszczona w 1944 r.),  (Gdynia (Orłowo), Warszawa (dziedziniec przed Pałacem Saskim), Kraków (kawiarnia "Esplanade" na rogu ulic Podwale i Karmelickiej, okolice Wawelu, Kopiec Kościuszki, hejnalista na wieży kościoła Mariackiego).

## Obsada
- Maria Malicka – Nelly Łazowska
- Jerzy Leszczyński – kapitan Michał Łazowski, ojciec Nelly
- Nina Olida – Wanda, żona Łazowskiego
- Władysław Walter – Ożóg, ordynas Łazowskiego
- Jerzy Marr – profesor Piotr Głowiński
- Maria Gorczyńska – księżna Turchanowa
- Mary Alma – Tania, jej siostra
- Kazimierz Justian – komisarz Simonow
- Wiesław Gawlikowski – komisarz Szapkin
- Seweryna Broniszówna – rewolucjonistka na zebraniu (pojawia się też w dwóch scenach: odczytuje listę ludzi którzy mają zostać rozstrzelani i podczas zamieszek)
- Leokadia Pancewiczowa – Ksenia
- Konstancja Bednarzewska – matka Łazowskiego
- Leon Łuszczewski – naczelny inżynier Kiryłłow
- Ewa Kuncewicz – kontrrewolucjonistka Elizawieta Taradina – skazana na rozstrzelanie
- Władysław Grabowski – pułkownik Fiodor Iwanow – skazany wraz z córką na rozstrzelanie
- Władysław Lenczewski – kamerjunkier Połowinkin – znajomy Turchanowej
- Janina Lubańska – Giga, koleżanka Nelly
- Halina Hulanicka – tancerka gruzińska
- W. Maliszewski – Aleksiej Dumow, poeta